# 生々流転
『生々流転』は、氷川きよしのアルバム。日本コロムビアから2020年10月13日に発売された。

## 概要
初回完全限定スペシャル盤(Aタイプ)と通常盤(Bタイプ)の二種リリース。初回完全限定スペシャル盤には「枯葉」「白い衝動」「生々流転」の3曲のPVが収録されたDVD付。
Aタイプ・Bタイプ共に、絵柄別のスペシャルステッカーを封入。
Aタイプ・Bタイプ共に、ジャケット写真及び歌詞ブックレットの内容はそれぞれ異なる。
4曲目の「ヨコハマブルース」は神奈川県横浜市のご当地ソングとなっている。

## 収録曲
1. 生々流転　[4:47]
  - 作詩:かず翼
  - 作曲:弦哲也
  - 編曲:伊戸のりお
2. 北の一番船　[4:50]
  - 作詩:かず翼
  - 作曲:宮下健治
  - 編曲:石倉重信
3. はぐれ夢　[4:44]
  - 作詩:かず翼
  - 作曲:水森英夫
  - 編曲:石倉重信
4. ヨコハマブルース　[3:33]
  - 作詩:かず翼
  - 作曲:檜原さとし
  - 編曲:石倉重信
5. かもめの街 [4:46]
  - 作詩:ちあき哲也
  - 作曲:すぎもとまさと
  - 編曲:石倉重信
  - ちあきなおみのカバー
6. 紅ドレス　[3:39]
  - 作詩・作曲:レーモンド松屋
  - 編曲:伊平友樹
7. あれから　[4:53]
  - 作詩:秋元康
  - 作曲:佐藤嘉風
  - 編曲:石倉重信
  - AI美空ひばりのカバー
8. 母　[6:09]
  - 作詩:なかにし礼
  - 作曲:すぎもとまさと
  - 編曲:若草恵
9. hug　[4:10]
  - 作詩:石井克明
  - 作曲:木根尚登
  - 編曲:佐藤準
10. 明日はいい日　[3:33]
  - 作詩:かず翼
  - 作曲・編曲:岩崎貴文
11. Call Me Kii　 [3:24]
  - 作詩・作曲:塩野雅
  - 編曲:NaO
12. 恋、燃ゆる。　[5:51]
  - 作詩:石丸さちこ
  - 作曲・編曲:森大輔
13. 枯葉　[4:58]
  - 作詩・作曲・編曲:中村真悟
14. 白い衝動　[3:40]
  - 作詩・作曲・編曲:岩崎貴文